# Mary-sur-Marne
Mary-sur-Marne – miejscowość i gmina we Francji, w regionie Île-de-France, w departamencie Sekwana i Marna.
Według danych na rok 1990 gminę zamieszkiwało 1059 osób, a gęstość zaludnienia wynosiła 477 osób/km² (wśród 1287 gmin regionu Île-de-France Mary-sur-Marne plasuje się na 621. miejscu pod względem liczby ludności, natomiast pod względem powierzchni na miejscu 857.).